# Raphaël Chanal
Pour les articles homonymes, voir Chanal.
Pas d'image ? Cliquez ici

a Compétitions nationales et continentales officielles uniquement.

b Matchs officiels uniquement.
Dernière mise à jour le 8 novembre 2021.
Raphaël Chanal, né le 30 juillet 1975 à Rosières (Haute-Loire), est un joueur français de rugby à XV qui évolue au poste de centre (1,82 m pour 86 kg).
Avec l'ASM Clermont Auvergne, il remporte le Challenge européen en 2007.

## Carrière
- jusqu'en 1999 : Le Puy-en-Velay
- 1999-2001 : Stade aurillacois
- 2001-2008 : ASM Clermont
- 2008-2013 : Montluçon rugby

### Avec les Barbarians
En mai 2000, il est sélectionné avec les Barbarians français pour jouer le Pays de Galles au Millennium Stadium de Cardiff. Les Baa-Baas s'inclinent 40 à 33. En novembre 2000, il est sélectionné avec les Barbarians français pour jouer la Nouvelle-Zélande au Stade Bollaert à Lens. Les Baa-Baas parviennent à s'imposer 23 à 21.

## Palmarès

### En club
- Finaliste du championnat de France : 2007 et 2008 avec Clermont
- Vainqueur du challenge européen : 2007 [6]
- Finaliste du challenge européen : 2004

### En équipe nationale
- Équipe de France A : 2 sélections en 2001/2002 (Écosse A, Irlande A)